# Сибирский центр синхротронного и терагерцового излучения
ЦКП «Сибирский центр синхротронного и терагерцового излучения» — российский научный центр для проведения исследований с использованием синхротронного и терагерцового излучений. Основан в 1981 году на базе лабораторий ИЯФ СО РАН, в Новосибирске. Директором центра с момента его основания является Г. Н. Кулипанов.

## Действующие установки
- ВЭПП-3 — электронный синхротрон с энергией 2 ГэВ и станции на нём[3]:
  - LIGA-технология и рентгеновская литография
  - «Взрыв» — субмикросекундная диагностика
  - Прецизионная дифрактометрия и аномальное рассеяние
  - Локальный и сканирующий рентгенофлуоресцентный элементный анализ
  - Дифрактометрия при высоких давлениях
  - Рентгеновская микроскопия и микротомография
  - Дифракционное «кино» (дифрактометрия с временным разрешением) и малоугловое рассеяние
  - Люминесценция с временным разрешением
  - Прецизионная дифрактометрия-2
  - EXAFS-спектроскопия
  - Станция Стабилизация положения пучка СИ

- ВЭПП-4М — электронный синхротрон с энергией 4.5 ГэВ, и станции на нём:
  - Метрологическая станция «КОСМОС»
  - «Детонация» на ВЭПП-4
  - Прецизионная дифрактометрия и рефлектометрия
  - Жёсткая рентгеноскопия
  - Плазма

- Новосибирский лазер на свободных электронах[4] — источник терагерцового и инфракрасного излучения.
  - Метрологическая станция ЛСЭ
  - Станция химико-физических и биологических исследований на ЛСЭ
  - Станция молекулярной спектроскопии на ЛСЭ
  - Станция «Интроскопия и спектроскопия» на ЛСЭ
  - Станция Аэродинамика на ЛСЭ
  - Станция для изучения химии металло-органических соединений под действием излучения ЛСЭ
  - Станция Pump & Probe. Измерение времени релаксации полупроводников на ЛСЭ
  - Станция ЭПР-спектроскопии в терагерцовом диапазоне
  - Станция Исследований прохождения терагерцового излучения через атмосферу на больших расстояниях
  - Станция исследований химических радикалов в терагерцовом диапазоне

## Деятельность
В центре исследуются и разрабатываются новые технологии с применением синхротронного излучения (СИ) накопителей ВЭПП-3 и ВЭПП-4М, для работы с синхротронным излучением здесь изготавливается экспериментальное оборудование: рентгеновская оптика, детекторы, экспериментальные станции, каналы, монохроматоры. В центре создают излучающие устройства: ондуляторы, вигглеры, а также ускорители (специализированные источники синхротронного излучения), лазеры на свободных электронах.
Проводятся международные конференции, обучение и профессиональная стажировка студентов и аспирантов.

## История
Работы с использованием СИ начались в ИЯФ СО РАН в 1973 году на базе накопителей ВЭПП-2 и ВЭПП-3.
Сибирский центр синхротронного излучения был создан постановлением Президиума СО АН СССР № 588 1 декабря 1981 году.
Для Курчатовского института в 1978—1999 годы были разработаны и построены специализированные источники Сибирь-1 и Сибирь-2, а также аналогичный ускорительный комплекс (Технологический Накопительный Комплекс, ТНК) для НИИ физических проблем им. Ф.Лукина в Зеленограде.
В 1991—2001 годах была разработана магнитная система для источника синхротронного излучения «Swiss Light Source», действующего в Швейцарии.
В 1997 году сотрудники центра предложили новую концепцию источника синхротронного излучения четвёртого поколения на базе микротронов-рекуператоров — MARS, данная концепция получила мировое признание.
В 2005 году научный центр получил новое имя — Сибирский центр синхротронного и терагерцового излучения (СЦСТИ) в связи с началом работы первой очереди Новосибирского ЛСЭ.
C 2016 года ведётся разработка источника СИ новейшего поколения 4+, получившего название СКИФ — Сибирский кольцевой источник фотонов.